# Sokollu Mustafa Pascha
Sokollu Mustafa (* in Sokol südl. von Višegrad; † 30. September 1578 oder 1. Oktober 1578 in Buda) war ein osmanischer Würdenträger bosnischer Herkunft.
Er war verwandt mit dem Großwesir Sokollu Mehmed Pascha, je nach Quelle Cousin oder Neffe. Protegiert von seinem berühmten Verwandten wurde er in Istanbul ausgebildet und bekleidete darauf verschiedene Ämter in Rumelien.
Im Juli 1546 Defterdar in Temeschwar. Danach Sandschakbey in Fülek, Klis, Szegedin und in der Herzegowina.
Schließlich wurde er Beylerbey zunächst von Bosnien und 1566 von Buda. Er übte dieses Amt bis zu seiner Hinrichtung aus. Er war der am längsten dienende Beylerbey von Buda. In seiner Amtszeit stiftete er viele islamische Bauwerke in Buda: Moscheen, Hamame und Medresen.
Nach einer durch einen Blitzschlag ausgelösten Explosion im Pulverturm von Buda, die die halbe Stadt zerstörte, wurde er schließlich auf Befehl Murads III. hingerichtet.